# Oorkaarsentherapie
Oorkaarsentherapie is een alternatieve geneeswijze waarbij een soort kaars in het oor geplaatst wordt. Men hoopt aldus het oor te reinigen. Daarnaast wordt deze praktijk een vermeende ontspannende en stimulerende werking toegedicht. Nader onderzoek toont aan dat het gebruik van oorkaarsen zowel nutteloos als gevaarlijk is.

## Techniek
De kaars wordt gemaakt van stukjes linnen die gedrenkt zijn in bijenwas en kruiden, die zodanig worden opgerold dat in het midden van de kaars een verticaal kanaal openblijft. Het hoofd wordt zo neergelegd dat de kaars verticaal in een oor kan steken. Hierbij wordt de kaars aangestoken.
Volgens oorkaarstherapeuten bestaat het werkingsprincipe uit de warmte die de gehoorgang binnendringt en als indirecte reactie de doorbloeding in de oren, lymfeklieren en acupunctuurpunten activeert. De zuivere bijenwas werkt volgens de therapeuten verzachtend op het gehele oorgebied. Vanwege de veronderstelde activering van de lymfestroom en doorbloeding in het oor en hoofd worden de oorkaarsen gezien als een geschikt maken voor de behandeling van lymfatische oorklachten, oorsuizen en hoofdpijn. De oorkaarstherapie wordt, vanwege de veronderstelde ontspannende werking op lichaam en geest, ook ingezet voor klachten als stress, slapeloosheid, voorhoofds- en bijholteontstekingen.
Oorkaarsen mogen zeker niet toegepast worden bij een geperforeerd trommelvlies, epilepsie en oorontsteking.

## Oorsprong
In het Westen wordt veelal beweerd dat oorkaarsen afkomstig zijn van de Hopi's. De oorkaarsen hebben echter naar alle waarschijnlijkheid weinig te maken met de Hopi's. De Hopi-oorkaars verwijst naar een merknaam van één soort oorkaars.
Er zijn echter wereldwijd zo'n 15 merken op de markt. De geschiedenis van de oorkaars gaat veel verder dan de Hopicultuur. De oorkaarstherapie zoals ze nu wordt toegepast is een combinatie van verscheidene therapieën.

## Wetenschappelijk onderzoek
Uit metingen van een acht jaar durend onderzoek uit 1996 is gebleken dat oorkaarsen geen onderdruk veroorzaken in de gehoorgang.
Uit hetzelfde onderzoek bleek dat er geen oorsmeer verwijderd wordt door oorkaarsen. Soms kwam kaarsvet terecht in de gehoorgang. Wel werd in het kanaal in de kaars vuil aangetroffen na het branden, maar dit bleek van de kaars zelf afkomstig. Dezelfde vervuiling werd ook aangetroffen als de kaars in bijvoorbeeld een flessenhals werd aangestoken. Het verwijderen van oorsmeer wordt in het algemeen niet als verstandig beschouwd, omdat het oorsmeer stof tegenhoudt en bescherming biedt tegen infecties. Een teveel aan oorsmeer komt voor, maar dit moet dan door een arts uit de reguliere geneeskunde verwijderd worden. Ook het gebruik van wattenstaafjes hiervoor is af te raden, omdat dit het oorsmeer verder het oor in kan drukken.
Het gebruik van oorkaarsen levert vaak complicaties op. In het genoemde onderzoek kwam naar voren dat er 21 meldingen van oorbeschadigingen waren geweest bij de 122 ORL-artsen die hierover waren geïnterviewd, zoals trommelvliesperforaties, infecties, brandwonden en verstopte gehoorgangen. De conclusie van de onderzoekers was dat oorkaarsentherapie niet alleen nutteloos maar ook gevaarlijk is. De bewering dat het ritueel een stressverlagend effect heeft is niet weerlegd; hiervoor zijn echter ook veiligere alternatieven te bedenken.
Oorkaarsen mogen in de VS niet verkocht worden als geneesmiddel. In Canada is de verkoop ervan niet toegestaan; in de Canadese Voedsel- en Geneesmiddelenwet worden ze beschreven als ineffectief en gevaarlijk. Volgens de Stichting IOCOB is de werking niet aangetoond en kent het "nare bijwerkingen", waardoor de oorkaarstherapie in het beoordelingssysteem voor alternatieve geneeswijzen een rood stoplicht heeft, wat staat voor de categorie kwakzalverij.